# Ceriagrion whellani
Ceriagrion whellani е вид водно конче от семейство Coenagrionidae. Видът не е застрашен от изчезване.

## Разпространение
Разпространен е в Ботсвана, Габон, Гана, Гвинея, Демократична република Конго, Екваториална Гвинея, Замбия, Зимбабве, Кения, Кот д'Ивоар, Либерия, Сиера Леоне, Танзания, Уганда и Централноафриканска република.